# Dee Brown (scrittore)
Dorris Alexander Brown, detto Dee (Alberta, 28 febbraio 1908 – Little Rock, 12 dicembre 2002), è stato un bibliotecario, storico e scrittore statunitense.
La sua opera più famosa, Seppellite il mio cuore a Wounded Knee (1970), descrive in dettaglio il violento rapporto tra i Nativi americani e l'espansionismo americano.

## Biografia
Nato ad Alberta (Louisiana), Brown crebbe nella Contea di Ouachita (Arkansas) e a Little Rock, dove strinse amicizia con alcuni nativi americani, che gli spiegarono quanto i ritratti della loro gente nei film di Hollywood fossero sbagliati. Lavorò come cronista ad Harrison (Arkansas), poi divenne insegnante e bibliotecario. Fu bibliotecario per il Dipartimento dell'agricoltura degli Stati Uniti dal 1934 al 1942 e per il Dipartimento della guerra degli Stati Uniti, dopo aver prestato servizio nell'esercito nella seconda guerra mondiale. Dal 1948 al 1972 fu bibliotecario specializzato in agricoltura presso l'Università dell'Illinois - Urbana-Champaign, dove aveva conseguito un master's degree in biblioteconomia, e dove divenne successivamente professore. Nel 1973 si ritirò in Arkansas e si dedicò interamente alla scrittura.
Quando fu pubblicato Seppellite il mio cuore, molti supposero erroneamente che Brown fosse di discendenza indiana. Proveniva però effettivamente da una famiglia con una lunga storia di frontiera. Scrisse parecchi romanzi, il primo dei quali fu Wave High the Banner, un resoconto romanzato della vita di Davy Crockett (che era un conoscente del suo bisnonno). Scrisse oltre una dozzina di libri, parecchi per bambini, prima che uscisse Seppellite il mio cuore a Wounded Knee. Un'altra opera popolare fu Creek Mary's Blood, un romanzo che descriveva varie generazioni di una famiglia discesa da una donna Creek.
Brown morì all'età di 94 anni a Little Rock (Arkansas). I suoi resti sono sepolti ad Urbana (Illinois). Il Central Arkansas Library System gli ha intitolato una delle sue biblioteche succursali.

## Pubblicazioni parziali
Saggi
- Fighting Indians of the West (1948)
- Grierson's Raid (1954) sull'incursione di Grierson, una scorreria unionista in territorio confederato
- The Gentle Tamers: Women of the Old Wild West (1958) (Donne della Frontiera, Mondadori, 1977)
- Bury My Heart at Wounded Knee (1970) (Seppellite il mio cuore a Wounded Knee, Mondadori, 1970)
- The Fetterman Massacre (1974)
- Hear That Lonesome Whistle Blow (1977) sulla costruzione, lo sfruttamento e le ruberie delle ferrovie americane (Union Pacific Railroad e altre) (Un fischio nella prateria, Mondadori, 1980)
- The Galvanized Yankees (1986)
- Wondrous Times on the Frontier (1991)
- The American West (1994)
- Great Documents in American Indian History (1995)

Romanzi
- Wave High The Banner (1942)
- Morgan's Raiders (1959)
- Showdown at Little Big Horn (1964)
- Creek Mary's Blood (1980)
- Killdeer Mountain (1983)
- Conspiracy of Knaves (1986) (una saga storica e un thriller di spionaggio al tempo della Guerra di secessione)
- Way To Bright Star (1998)

Altre opere
- American Spa: Hot Springs, Arkansas (1982) (una storia illustrata)
- Dee Brown's Folktales of the Native American: Retold for Our Times (1993)
- Images of the Old West (1996)
- When the Century Was Young (1993) (ricordi d'infanzia degli anni 1920 e 1930)